# Czyżew-Osada
Czyżew-Osada è un comune rurale polacco del distretto di Wysokie Mazowieckie, nel voivodato della Podlachia.
Ricopre una superficie di 123,4 km² e nel 2004 contava 6 702 abitanti.